# Abbaye de Westminster (Colombie-Britannique)
L'abbaye Saint-Joseph ou abbaye de Westminster est une abbaye bénédictine appartenant à la congrégation helvéto-américaine, faisant partie de la confédération bénédictine de l'ordre de Saint-Benoît. L'abbaye se situe en Colombie-Britannique, au Canada. Elle a été fondée en 1939 par des moines de l'abbaye de Mount Angel (Oregon). Elle compte aujourd'hui 30 moines.

## Histoire
Le premier prieur, plus tard abbé, le P. Eugene Medved, fonde avec quatre autres moines de Mount Angel, le prieuré plus tard abbaye Saint-Joseph de Westminster, pour abriter le séminaire du Christ-Roi qui se trouve alors à Ladner. L'année suivante, ils déménagent à Burnaby, près de Vancouver. Le prieuré devient indépendant en 1948 et le Saint-Siège lui accorde le statut d'abbaye en 1953. Cette année-là, avec l'afflux de vocations, une nouvelle abbaye est construite par un architecte norvégien, dans les faubourgs de la ville de Mission, en Colombie britannique. L'église est achevée en 1982. L'abbaye surplombe la vallée du Fraser.
Les moines vivent du produit de leur ferme et de leurs terres qui s'étendent sur 70 hectares.

## Enseignement
L'abbaye dirige une école secondaire (séminaire mineur) et un séminaire majeur, le Séminaire du Christ-Roi.

## Abbés
- Eugene Medved (1939-1992), prieur puis abbé
- Maurus Macrae (1992-2005)
- John Braganza (2005-2022)
- Alban Riley (2022- )

## Illustrations

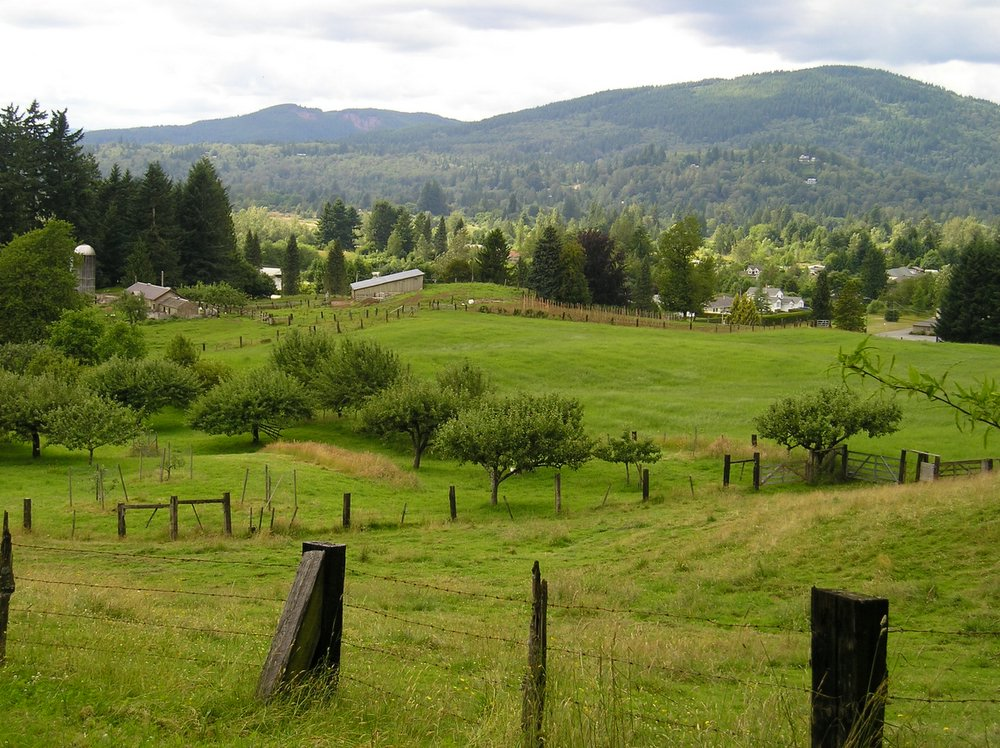
La ferme de l'abbaye
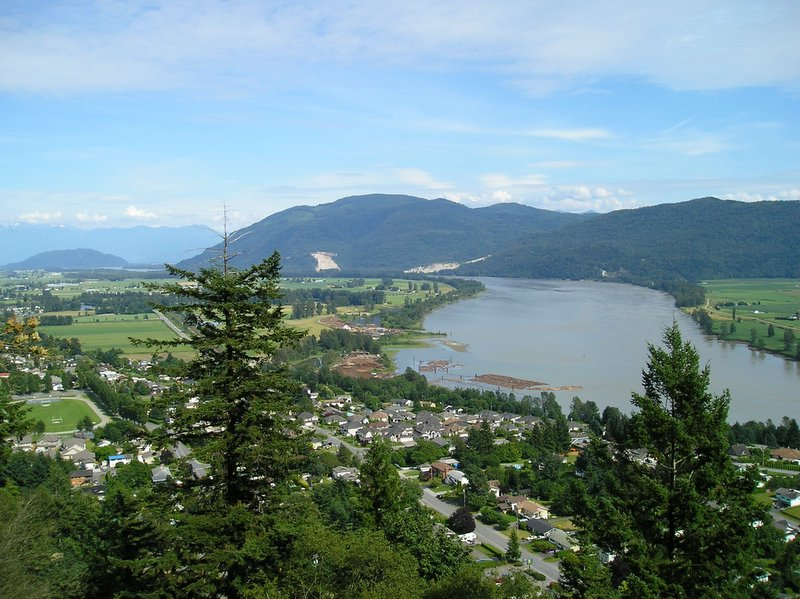
Vue de la rivière Fraser, à partir de l'abbaye
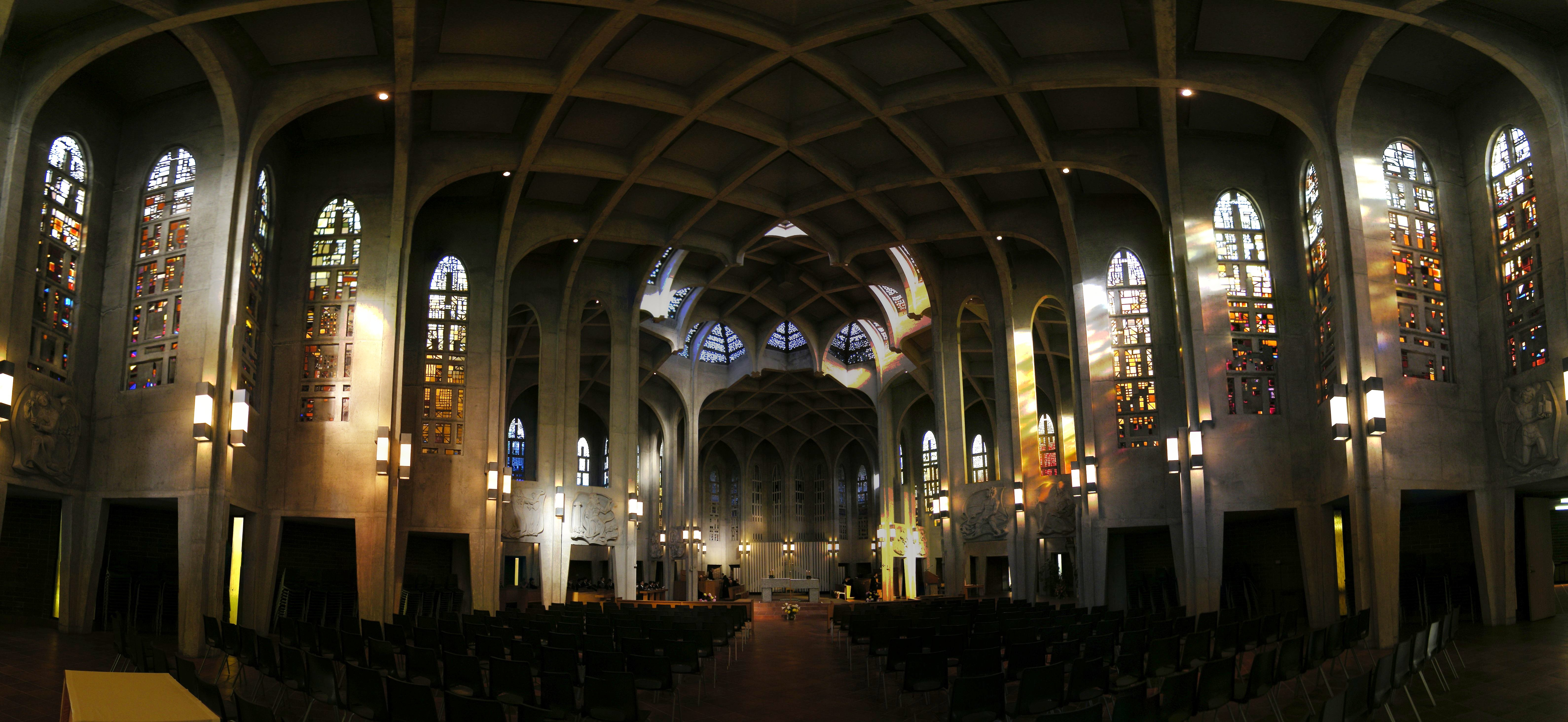
Intérieur de l'église abbatiale